# Japón en la Copa Mundial de Rugby de 2015
La Selección de rugby de Japón fue uno de los 20 participantes de la Copa Mundial de Rugby de 2015 que se realizó en Inglaterra.
Fue la octava participación de los Brave Blossoms en la Copa Mundial de Rugby.

## Plantel
El 31 de agosto de 2015, Japón anunció a su equipo de 31 jugadores para la Copa del Mundo de Rugby de 2015. El entrenador es Eddie Jones.
- Encuentros actualizados a fecha 11 de octubre de 2015

| hooker         | Shota Horie         | 21 de enero de 1986     | 42 | Panasonic Wild Knights |
| hooker         | Takeshi Kizu        | 15 de julio de 1988     | 41 | Kobelco Steelers       |
| hooker         | Hiroki Yuhara       | 21 de enero de 1984     | 22 | Toshiba Brave Lupus    |
| pilar          | Kensuke Hatakeyama  | 2 de agosto de 1985     | 72 | Suntory Sungoliath     |
| pilar          | Keita Inagaki       | 2 de junio de 1990      | 10 | Panasonic Wild Knights |
| pilar          | Masataka Mikami     | 4 de junio de 1988      | 32 | Toshiba Brave Lupus    |
| pilar          | Hiroshi Yamashita   | 1 de enero de 1986      | 49 | Kobelco Steelers       |
| segunda línea  | Shoji Ito           | 2 de diciembre de 1980  | 35 | Kobelco Steelers       |
| segunda línea  | Shinya Makabe       | 26 de marzo de 1987     | 34 | Suntory Sungoliath     |
| segunda línea  | Hitoshi Ono         | 6 de mayo de 1978       | 96 | Toshiba Brave Lupus    |
| segunda línea  | Luke Thompson       | 16 de abril de 1981     | 62 | Kintetsu Liners        |
| ala            | Michael Broadhurst  | 30 de octubre de 1986   | 26 | Ricoh Black Rams       |
| ala            | Justin Ives         | 24 de mayo de 1984      | 32 | Canon Eagles           |
| ala            | Michael Leitch (c.) | 7 de octubre de 1988    | 47 | Chiefs                 |
| ala            | Hendrik Tui         | 13 de diciembre de 1987 | 36 | Reds                   |
| N.º 8          | Ryu Holani          | 25 de octubre de 1981   | 43 | Panasonic Wild Knights |
| N.º 8          | Amanaki Lelei Mafi  | 11 de enero de 1990     | 7  | NTT Shining Arcs       |
| medio scrum    | Atsushi Hiwasa      | 22 de mayo de 1987      | 51 | Suntory Sungoliath     |
| medio scrum    | Fumiaki Tanaka      | 3 de enero de 1985      | 53 | Highlanders            |
| medio apertura | Harumichi Tatekawa  | 2 de diciembre de 1989  | 42 | Kubota Spears          |
| medio apertura | Kosei Ono           | 17 de abril de 1987     | 32 | Suntory Sungoliath     |
| centro         | Kotaro Matsushima   | 26 de febrero de 1993   | 16 | Suntory Sungoliath     |
| centro         | Male Sa'u           | 13 de octubre de 1987   | 26 | Yamaha Júbilo          |
| centro         | Yu Tamura           | 9 de enero de 1989      | 34 | NEC Green Rockets      |
| centro         | Craig Wing          | 26 de diciembre de 1979 | 11 | Kobelco Steelers       |
| wing           | Yoshikazu Fujita    | 8 de septiembre de 1993 | 28 | Waseda University      |
| wing           | Kenki Fukuoka       | 7 de septiembre de 1992 | 16 | Tsukuba University     |
| wing           | Karne Hesketh       | 1 de agosto de 1985     | 13 | Munakata Sanix Blues   |
| wing           | Toshiaki Hirose     | 17 de octubre de 1981   | 28 | Toshiba Brave Lupus    |
| wing           | Akihito Yamada      | 26 de julio de 1985     | 15 | Panasonic Wild Knights |
| zaguero        | Ayumu Goromaru      | 1 de marzo de 1986      | 56 | Yamaha Júbilo          |

## Partidos de preparación
- Japón participó en la Pacific Nations Cup 2015 como preparación al torneo.

| 15 de agosto de 2015 | Japón | 20 - 45 | World XV |  |  |

| 22 de agosto de 2015 | Japón | 30 - 8 | Uruguay |  |  |

| 29 de agosto de 2015 | Japón | 40 - 8 | Uruguay |  |  |

| 5 de septiembre de 2015 | Japón | 13 - 10 | Georgia |  |  |

## Participación

### Grupo B
| Posición | Selección      | Partidos | Partidos | Partidos  | Partidos | Tries a favor | Tantos  | Tantos    | Tantos     | Puntos extra | Puntos |
| Posición | Selección      | jugados  | ganados  | empatados | perdidos | Tries a favor | a favor | en contra | diferencia | Puntos extra | Puntos |
| -------- | -------------- | -------- | -------- | --------- | -------- | ------------- | ------- | --------- | ---------- | ------------ | ------ |
| 1        | Sudáfrica      | 4        | 3        | 0         | 1        | 23            | 176     | 56        | 120        | 4            | 16     |
| 2        | Escocia        | 4        | 3        | 0         | 1        | 14            | 136     | 93        | 40         | 2            | 14     |
| 3        | Japón          | 4        | 3        | 0         | 1        | 9             | 98      | 100       | -2         | 0            | 12     |
| 4        | Samoa          | 4        | 1        | 0         | 3        | 7             | 69      | 124       | -55        | 2            | 6      |
| 5        | Estados Unidos | 4        | 0        | 0         | 4        | 5             | 50      | 156       | -106       | 0            | 0      |

| 19 de septiembre de 2015 | Sudáfrica | 32 - 34 (12-10) | Japón | Falmer Stadium, Brighton,                                           |                                                                     |
| 16:45 GMT                | Tries: Louw 18'c B. Du Plessis 33' De Jager 44'c Strauss 62'c Conversiones: Lambie (2/3) 19', 45' Pollard (1/1) 63' Penales: Lambie 57' Pollard 73' | Reporte         | Tries: Leitch 30'c Goromaru 69'c Hesketh 80' Conversiones: Goromaru (2/3) 31' 70' Penales: Goromaru 8', 43', 49', 53', 60' | Asistencia: 29.290 espectadores Árbitro(s): Jérôme Garcès (Francia) | Asistencia: 29.290 espectadores Árbitro(s): Jérôme Garcès (Francia) |

| 23 de septiembre de 2015 | Escocia | 45 - 10 (12-7) | Japón                                                                     | Kingsholm Stadium, Gloucester,                                   |                                                                  |
| 14.30h GMT               | Tries: Hardie 48 Bennett 56'c, 69'c Seymour 64'c Russell 74'c Conversiones: Laidlaw (4/5) Penales: Laidlaw 3', 12', 18', 20' | Reporte        | Tries: Lelei Mafi 15'c Conversiones: Goromaru (1/1) Penales: Goromaru 46' | Asistencia: 14.354 espectadores Árbitro(s): John Lacey (Irlanda) | Asistencia: 14.354 espectadores Árbitro(s): John Lacey (Irlanda) |

| 3 de octubre de 2015 | Samoa            | 5 - 26 (0-20) | Japón | Stadium MK, Milton Keynes,                                            |                                                                       |
| 10:30                | Tries: Perez 64' | Reporte       | Tries: Ensayo de castigo 24'c Yamada 41'c Conversiones: Goromaru (2/2) Penales: Goromaru 8', 34', 48', 59' | Asistencia: 29 019 espectadores Árbitro(s): Craig Joubert (Sudáfrica) | Asistencia: 29 019 espectadores Árbitro(s): Craig Joubert (Sudáfrica) |

| 11 de octubre de 2015 | Estados Unidos                                                                       | 18 - 28 (8-17) | Japón                                                                                                   | Kingsholm Stadium, Gloucester,                                           |                                                                          |
| 16:00                 | Tries: Ngwenya 24' Wyles 71'c Conversiones: MacGinty (1/2) Penales: MacGinty 5', 55' | Reporte        | Tries: Matsushima 7'c Fujita 28'c Mafi 62' Conversiones: Goromaru (2/3) Penales: Goromaru 33', 44', 77' | Asistencia: 14.517 espectadores Árbitro(s): Glen Jackson (Nueva Zelanda) | Asistencia: 14.517 espectadores Árbitro(s): Glen Jackson (Nueva Zelanda) |